# Eupithecia nigrinotata
Eupithecia nigrinotata là một loài bướm đêm trong họ Geometridae.